# Petre Dicu
Petre Dicu (* 27. května 1954 Gostavățu, Rumunsko) je bývalý rumunský zápasník, reprezentant v zápase řecko-římském. V roce 1980 na olympijských hrách v Moskvě vybojoval v kategorii do 90 kg bronzovou medaili, v roce 1976 na hrách v Montréalu vypadl ve stejné kategorii ve druhém kole.
V roce 1977 vybojoval stříbro a v roce 1978 páté místo na mistrovství světa. V roce 1978 vybojoval bronz, v roce 1980 čtvrté, v roce 1976 páté a v roce 1981 deváté místo na mistrovství Evropy.